# Głóg dwuszyjkowy
Głóg dwuszyjkowy (Crataegus laevigata (Poir.) DC.) – gatunek rośliny wieloletniej należący do rodziny różowatych. Rodzimym obszarem jego występowania jest Europa. W Polsce jest gatunkiem rodzimym, na ogół rozpowszechnionym, rzadkim we wschodniej części kraju i na ziemi lubuskiej.

## Morfologia

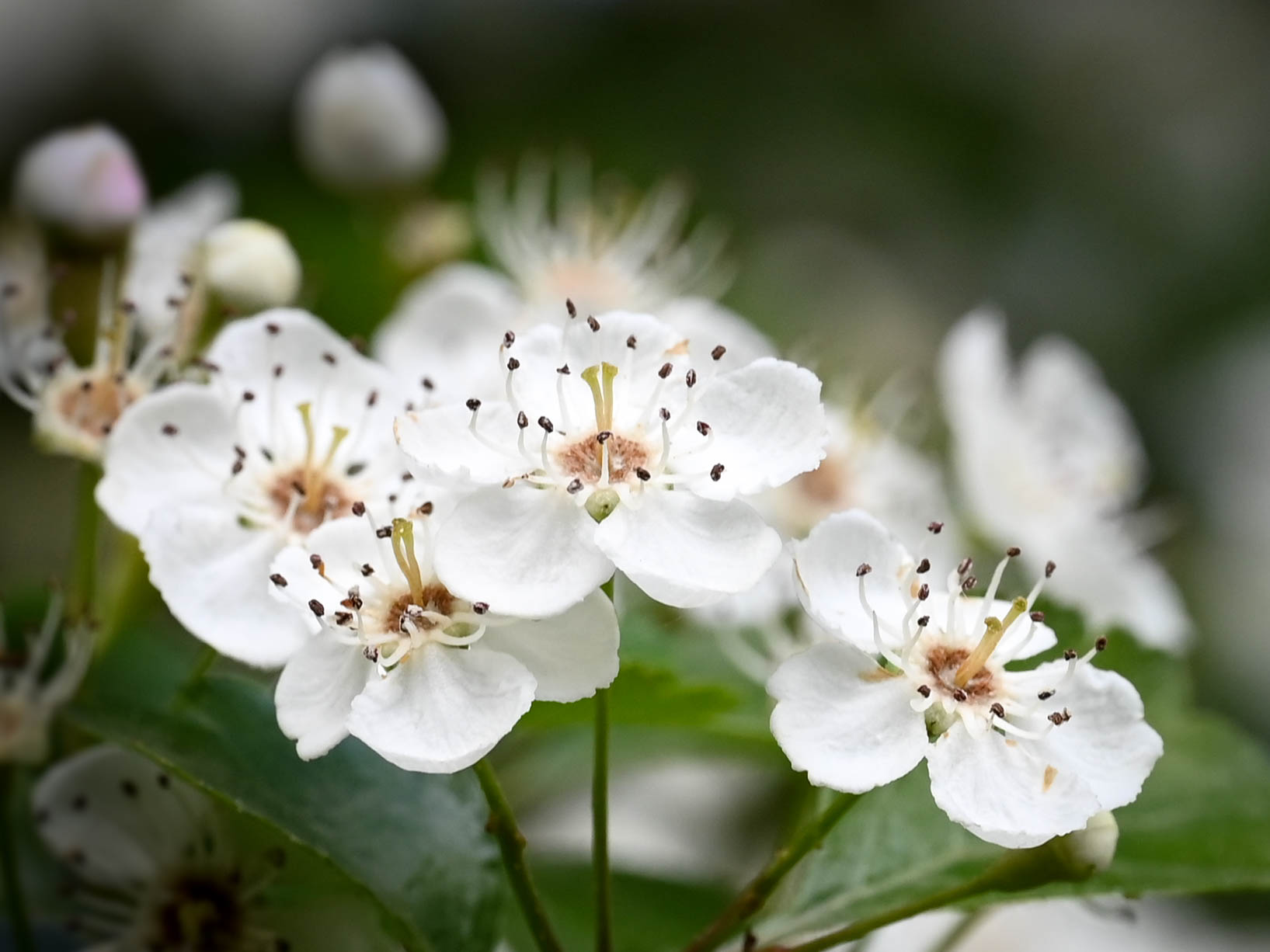
Kwiaty z dwiema szyjkami słupka

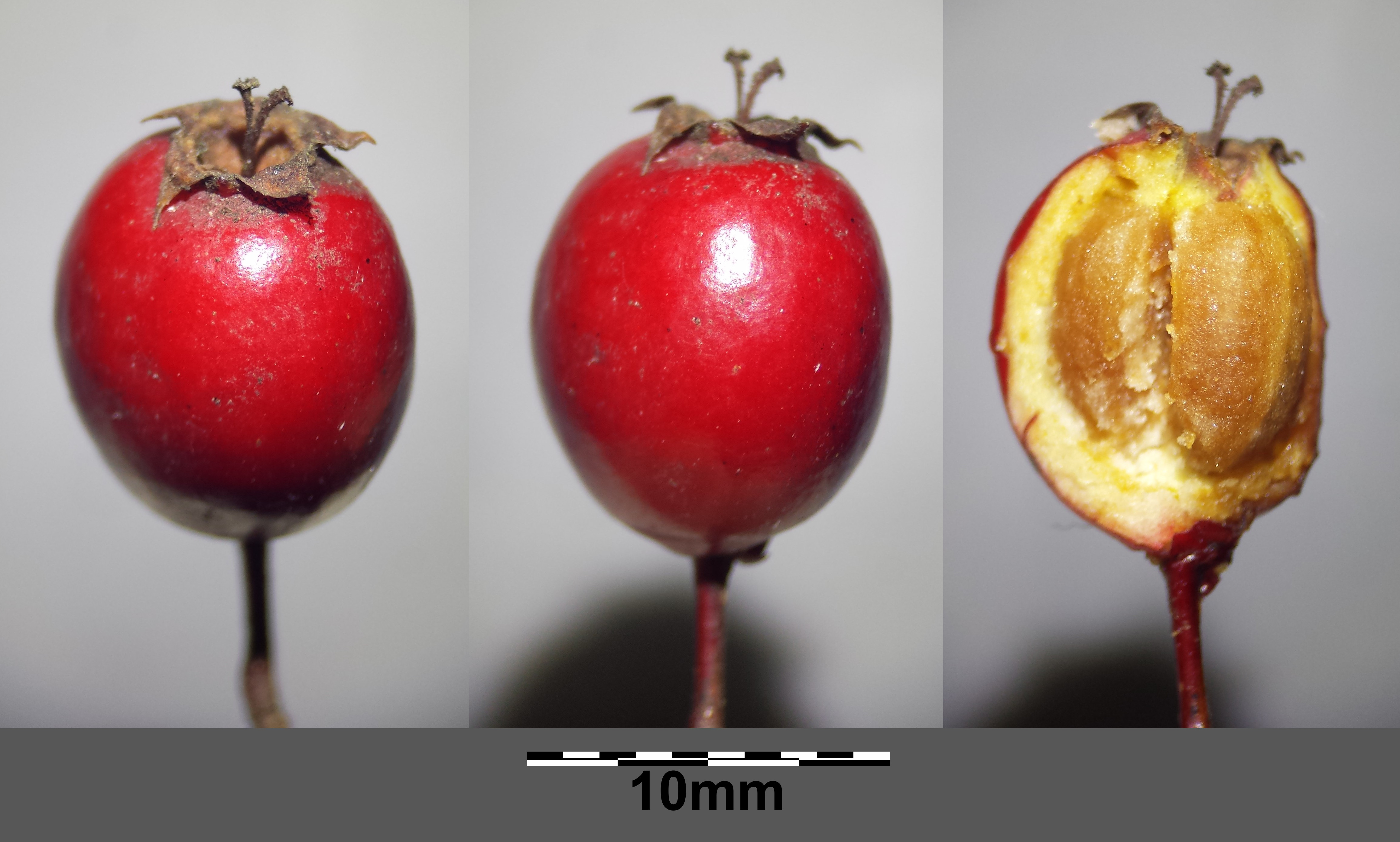
Owoc

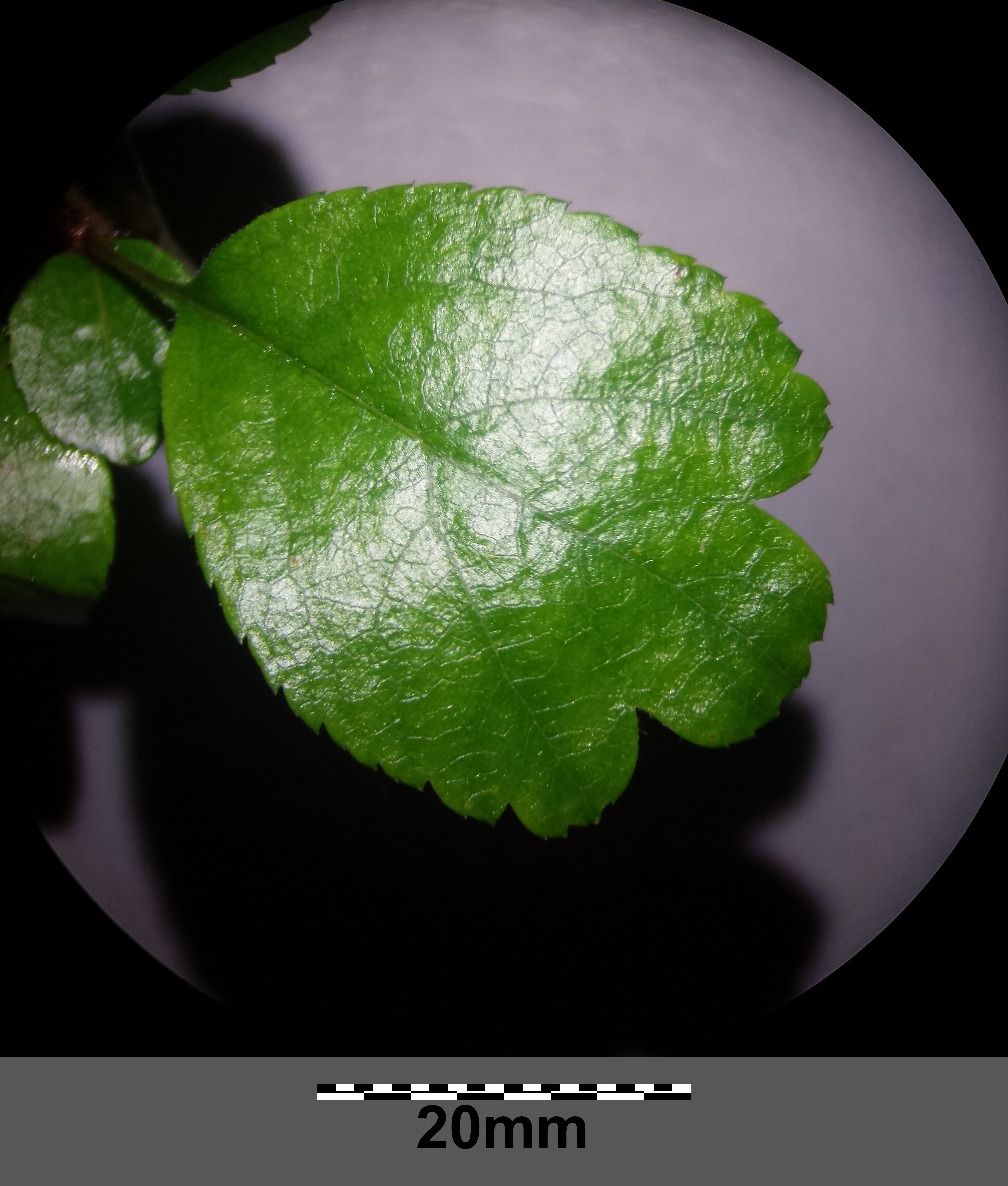
Kształt liścia

PokrójCiernisty krzew liściasty, osiągający wysokość 4 m.
ŁodygaGałęzie silnie splątane, elastyczne. Kora gładka, szara. Na gałązkach liczne, ostre ciernie o długości 1–2 cm.
LiściePojedyncze, o długości 2–5 cm, odwrotnie jajowate, u podstawy klinowate, z dużymi, zwykle trwałymi przylistkami, górą ciemnozielone, dołem jaśniejsze. Wyrastają na cienkich ogonkach, do połowy długości są całobrzegie, w górnej części blaszki 3-5 klapowe. Kształt liści u różnych okazów dość zmienny.
KwiatyDrobne kwiaty tworzą baldachogrona. Zbudowane są z 5 działek kielicha, 5 wolnych, białych lub różowawych płatków korony oraz licznych pręcików i 1 dolnego słupka z 2 szyjkami (od tego właśnie pochodzi nazwa gatunkowa).
OwocDo 13 mm długości. Zawiera 2–3 pestkowate owoce, które są od strony wewnętrznej spłaszczone, z krótkimi włoskami na szczycie. Często w centrum krążka owocu pozornego znajdują się pozostałości 2 szyjek słupka.

## Biologia i ekologia
SiedliskoWidne lasy, zarośla, miedze, zbocza, polany. Występuje na całym niżu, oraz w niższych położeniach górskich. Jest odporny na suszę i ciężkie warunki klimatyczne, może też rosnąć na jałowych glebach.
RozwójPrzedsłupne kwiaty zakwitają w maju i są owadopylne. Roślina miododajna.
FitosocjologiaW klasyfikacji zbiorowisk roślinnych gatunek charakterystyczny dla klasy (Cl.) Rhamno-Prunetea .
Zmienność
- Występuje w Polsce w dwóch podgatunkach: C. laevigata (Poir) DC. ssp. laevigata i C. laevigata (Poir) DC. ssp. palmstruchii (Lindman) Franco.
- Tworzy mieszańce z głogiem odgiętodziałkowym subsp. rhipidophylla (C. x macrocarpa Hegetschw.), g. odgiętodziałkowym subsp. palmstruchii i głogiem jednoszyjkowym (C. x media Bechst.)[9].

## Zastosowanie

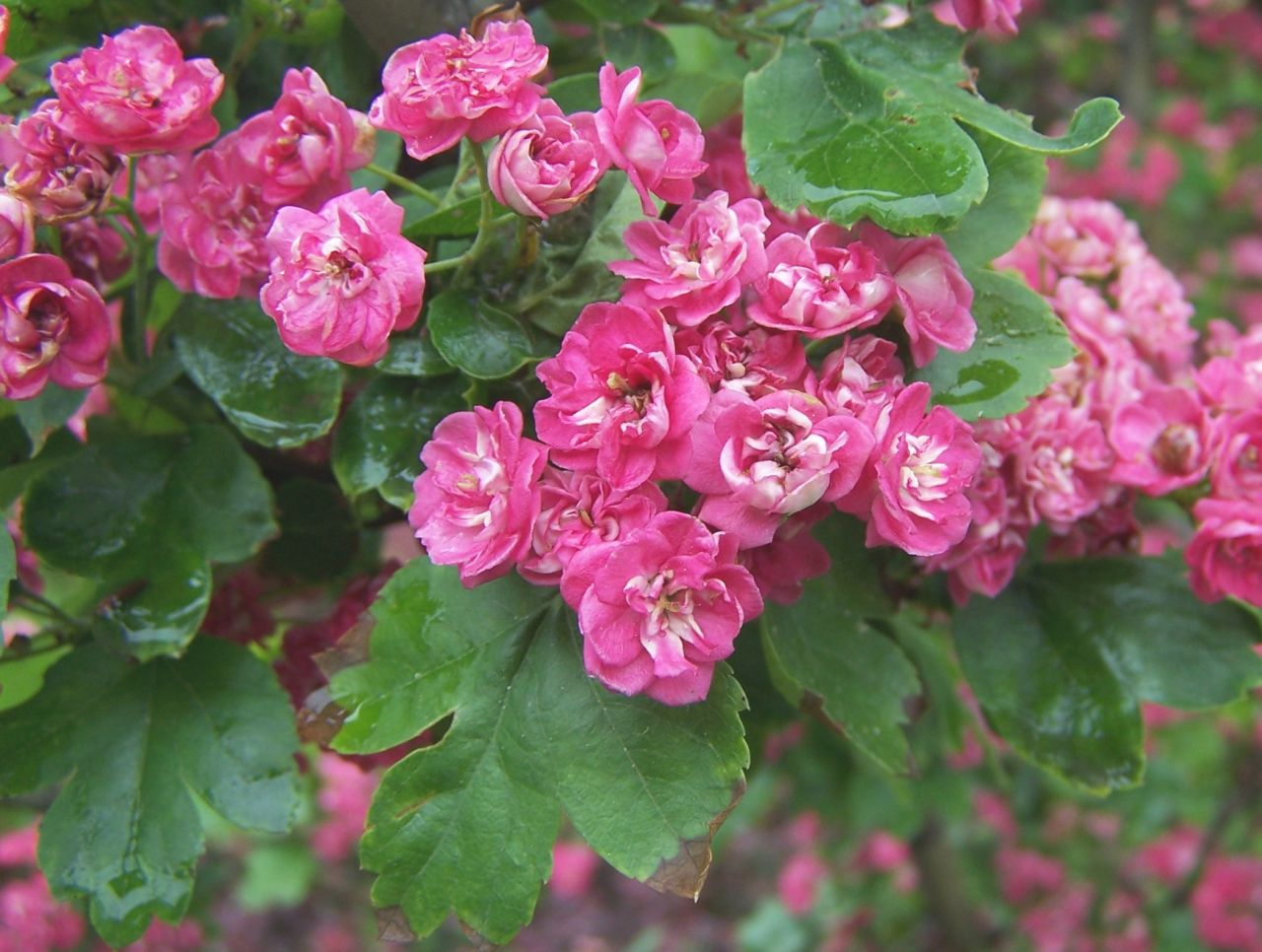
Odmiana ozdobna `Paul`s Scarlett`

### Roślina lecznicza
Surowiec zielarskiKwiatostan głogu (Crataegi folium cum flore) – całe lub rozdrobnione, wysuszone gałązki z kwiatami głogu jednoszyjkowego, dwuszyjkowego, rzadziej innych europejskich gatunków jak głóg włoski i głóg czarny. Surowiec zawiera minimum 1,5% sumy flawonoidów w przeliczeniu na hiperozyd. Drugim surowcem jest owoc głogu (Crataegi fructus) – wysuszone pseudoowoce głogu jednoszyjkowego i dwuszyjkowego o zawartości ponad 0,06% procyjanidyn. Owoce też mają działanie lecznicze, ale dwukrotnie słabsze. Głóg zawiera: saponiny, flawonoidy, związki purynowe (adenina, guanina), nukleozydy (adenozyna, guanozyna), garbniki, witaminy, związki kumarynowe (eskulina, fitosterole).
DziałanieRozkurczające naczynia wieńcowe serca i uspokajające. W postaci naparu lub nalewki spirytusowej stosuje się przy nadciśnieniu, przy nerwicach, bezsenności, dolegliwościach wieku starczego oraz w leczeniu po zawale mięśnia sercowego. Wykazuje działanie podobne do substancji czynnych naparstnicy purpurowej, ale w odróżnieniu od niej działa łagodnie i nie wykazuje oddziaływań ubocznych. Wskazane jest używanie obu tych ziół równocześnie, ze względu na ich korzystny synergizm.
Zbiór i suszenieKwiatostany zbiera się na początku kwitnięcia, owoce jesienią. Suszyć należy w temp. do 40 °C, możliwie szybko. Suszone zbyt długo lub pogniecione przy zbiorze łatwo ciemnieją i tracą wartość leczniczą.

### Roślina ozdobna
Często sadzony w parkach, ogrodach, przy drogach, szczególnie odmiany o kwiatach pełnych i kwiatach intensywnie wybarwionych na czerwony kolor. Używany też na żywopłoty – są nie tylko gęste, ale w zasadzie nie do pokonania przez ludzi i zwierzęta.

### Inne zastosowania
- Z owoców głogu można robić wino i różnego rodzaju przetwory spożywcze, np. dżem, herbatki owocowe. Wino z głogu ze względu na silny aromat jest doskonałym surowcem do kupażowania. Podobnie jak wino z dzikiej róży jest wytwarzane przez macerację owoców i podczas jego produkcji stosuje się jednakowe proporcje składników. Jednak wino z głogu nieznacznie ustępuje jakością winu z dzikiej róży, którego jakość zdaniem specjalistów jest porównywana do win gronowych[13].
- Drewno głogu jest twarde – bywa wykorzystywane do wyrobów tokarskich.